# Serravilla
La Serravilla és una serra situada entre els municipis d'Espot i de Rialp a la comarca del Pallars Sobirà, amb una elevació màxima de 2.413 metres.